# Forte de São Francisco (Vila Franca do Campo)

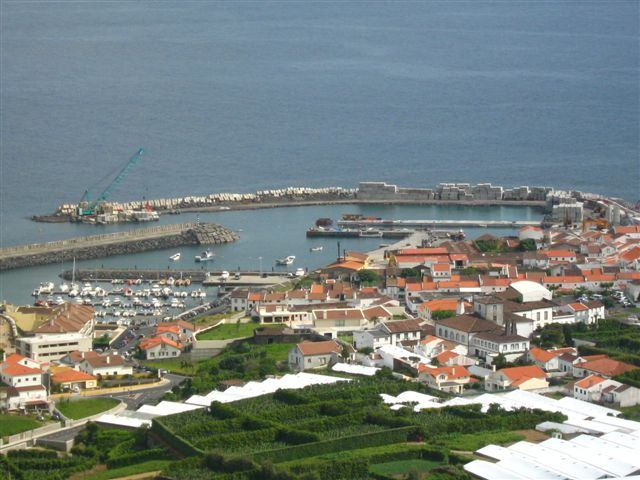
Vila Franca do Campo: aspecto do porto e da marina.

O Forte de São Francisco localizava-se na Vila Franca, atual concelho de Vila Franca do Campo, na costa sul da ilha de São Miguel, nos Açores.
Em posição dominante sobre este trecho do litoral, constituiu-se em uma fortificação destinada à defesa do ancoradouro da vila contra os ataques de piratas e corsários, outrora frequentes nesta região do oceano Atlântico.

## História
No contexto da Guerra da Sucessão Espanhola (1702-1714) encontra-se referido como "O Reduto de S. Francisco em Villa Franca." na relação "Fortificações nos Açores existentes em 1710".
No contexto da instalação da Capitania Geral dos Açores, o seu estado foi assim reportado em 1767:
"11.° — Forte de S. Francisco. Tem 6 canhoneiras e 3 peças de ferro incapazes; precisa 6."
Ao final do século XVIII, a Relação dos Castelos e mais Fortes da Ilha de S. Miguel do seu estado do da sua Artelharia, Palamentas, Muniçoens e do q.' mais precizam, pelo major engenheiro João Leite de Chaves e Melo Borba Gato, informava:
"Forte de S. Francisco - Na Villa Franca fronteiro ao boquete do Ilheo p.a defença da sua entrada aproveitando-se as vantagens q.' oferece p.a o comercio com h'u surgidouro quaize circular de 90 braças de diametro, q.' no estado de abandono tudo se faz inutil, e tudo se pode fazer p.a approveitar, porq.' os lucros hão exceder m.to a despeza: tem o d.o castelo 8 canhoneiras, e 3 peças de ferro duas no xão, e outra montada em hu'a careta mui velha, palamenta, e muniçoens nada; porem conserva-se em bom estado."
Esta estrutura não chegou até aos nossos dias. De acordo com REZENDES (2010), também terá tido a denominação de Forte da Forca, e terá sido reconstruído em 1815, com o nome de Forte de Gonçalo Velho.

## Características
Constituiu-se em um forte de pequenas dimensões, em cujos muros se rasgavam oito canhoneiras. Não foram localizados detalhes complementares sobre as suas edificações de serviço (Casa do Comando, Quartel de Tropa, Paiol de Pólvora) ou sua evolução.